# 林偉亮
林偉亮（英語：Michael Lam Wai-Leung，1966年9月16日—），前香港電影男演員及模特兒，現為香港大埔慈山寺知客兼常駐書記法師。法名果宏、法號釋衍偉。

## 簡歷
林偉亮出生於香港，1980年代末加入南華體育會任職游泳教練，1994年同為模特兒兼任電影演員，2007年起，林偉亮淡出娛樂圈，曾與藝人周海媚拍拖。於2002年皈依，2008年在江西雲居山禪堂修行並出家為僧。其後，林偉亮加入香港大埔慈山寺任常駐法師，他曾組織慈山寺籃球隊，並曾與方力申、張繼聰、鄧穎芝等香港藝人打籃球，藉着運動及比賽弘揚佛法。

## 演出作品
電影
- 1992年：《車神》
- 1994年：《姊妹情深》
- 1994年：《愛的種籽》
- 1994年：《暴風眼》
- 1994年：《男兒當入樽》
- 1994年：《重案實錄O記》
- 1994年：《飛虎雄心》
- 1994年：《點指兵兵之青年幹探》
- 1995年：《十兄弟》
- 1995年：《妖街皇后》
- 1995年：《馬路英雄II非法賽車》
- 1996年：《1/2 次同牀》
- 1996年：《古惑女之決戰江湖》
- 1996年：《四個32A和一個香蕉少年》
- 1996年：《洪興仔之江湖大風暴》
- 1996年：《阿金》
- 1997年：《97古惑仔戰無不勝》 飾 恐龍
- 1997年：《97家有喜事》
- 1997年：《檔案X殺人犯》
- 1997年：《超級無敵追女仔2之狗仔雄心》
- 1998年：《全職大盜》
- 1998年：《愛在娛樂圈的日子》 飾 路得米
- 1998年：《濠江風雲》
- 1998年：《真心英雄》
- 1998年：《美少年之戀》
- 1998年：《非常警察》
- 1998年：《香港大夜總會》
- 2000年：《七條命》
- 2000年：《行規》
- 2002年：《當男人變成女人》
- 2003年：《龍咁威2003》
- 2004年：《我要做Model》
- 2007年：《危險人物》

## 外部連結
- 林伟亮weibo
- 林偉亮在香港影庫上的簡介
- 林伟亮 Michael Lam的全部作品 （页面存档备份，存于）
- 釋衍偉法師
- 衍偉法師